# ارنست الکساندرسن
ارنست الکساندرسن (انگلیسی: Ernst Alexanderson; ۲۵ ژانویهٔ ۱۸۷۸ – ۱۴ مهٔ ۱۹۷۵) مهندس برق و الکترونیک اهل ایالات متحده آمریکا بود. وی همچنین برندهٔ جوایزی همچون مدال ادیسون انجمن مهندسان برق و الکترونیک و مدال افتخار آی‌تریپل‌ئی شده است.